# お辞儀

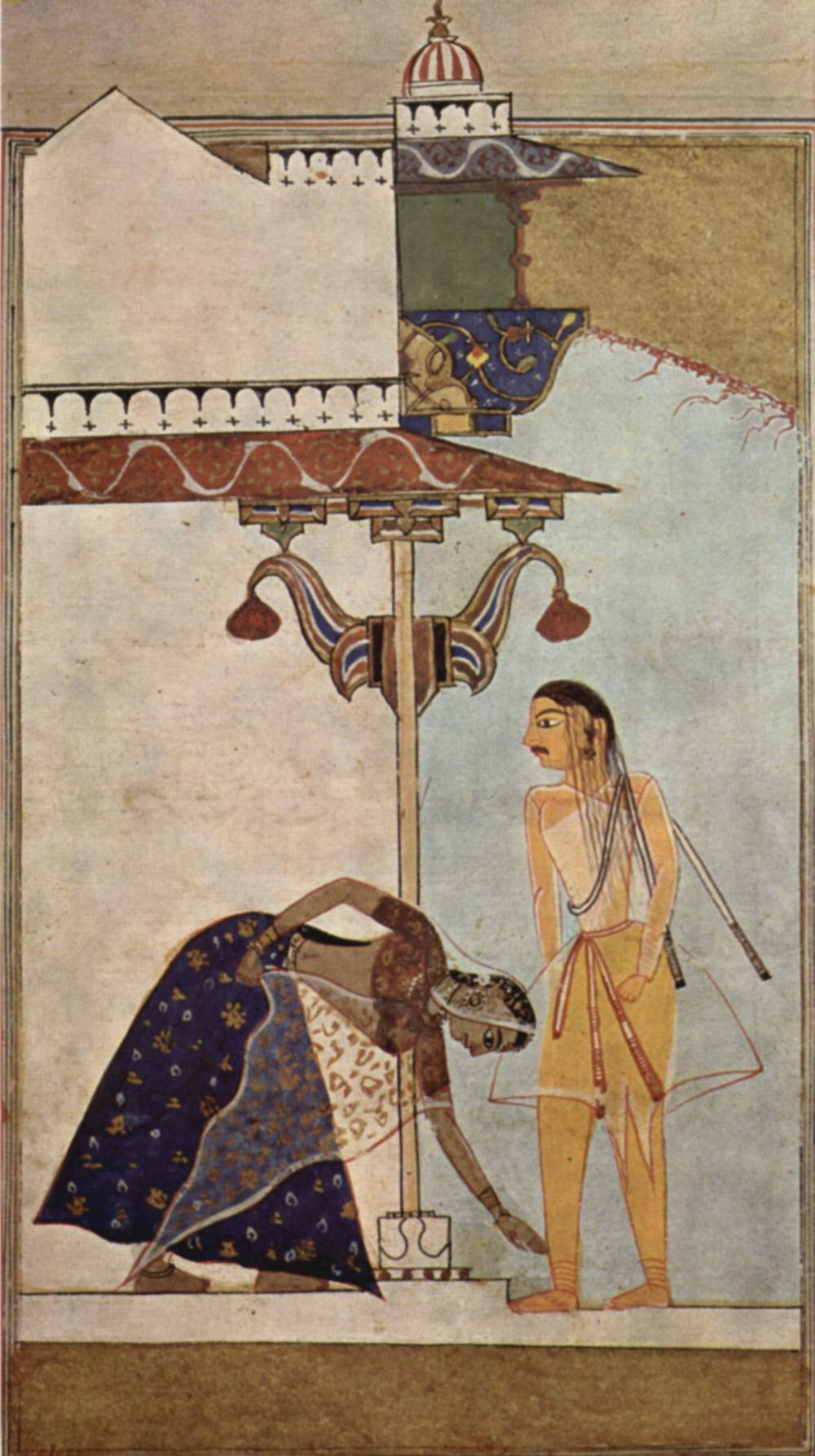
男性に向けて足に触れるお辞儀をする女性
ラウルチャンダ写本。インド 1530年

お辞儀（おじぎ、英語: bow）とは、挨拶や感謝、敬意などを表すために、相手に向かって腰を折り曲げる動作である。単に「辞儀」とも言う。語頭の接頭語である「お」は「お金」や「お酒」と同等のもので、「お辞儀」は敬語のなかの美化語に分類される。

## 様々な地域のお辞儀
東アジア地域ではお辞儀は伝統的な挨拶、お礼、謝罪の行為であり、特に日本と朝鮮半島及び中国の一部地域で顕著に見られる。中国ではお辞儀は長い間一般的ではなかったが、北朝鮮との国境に近い地域などでは朝鮮族に対してお辞儀をする。

### 日本

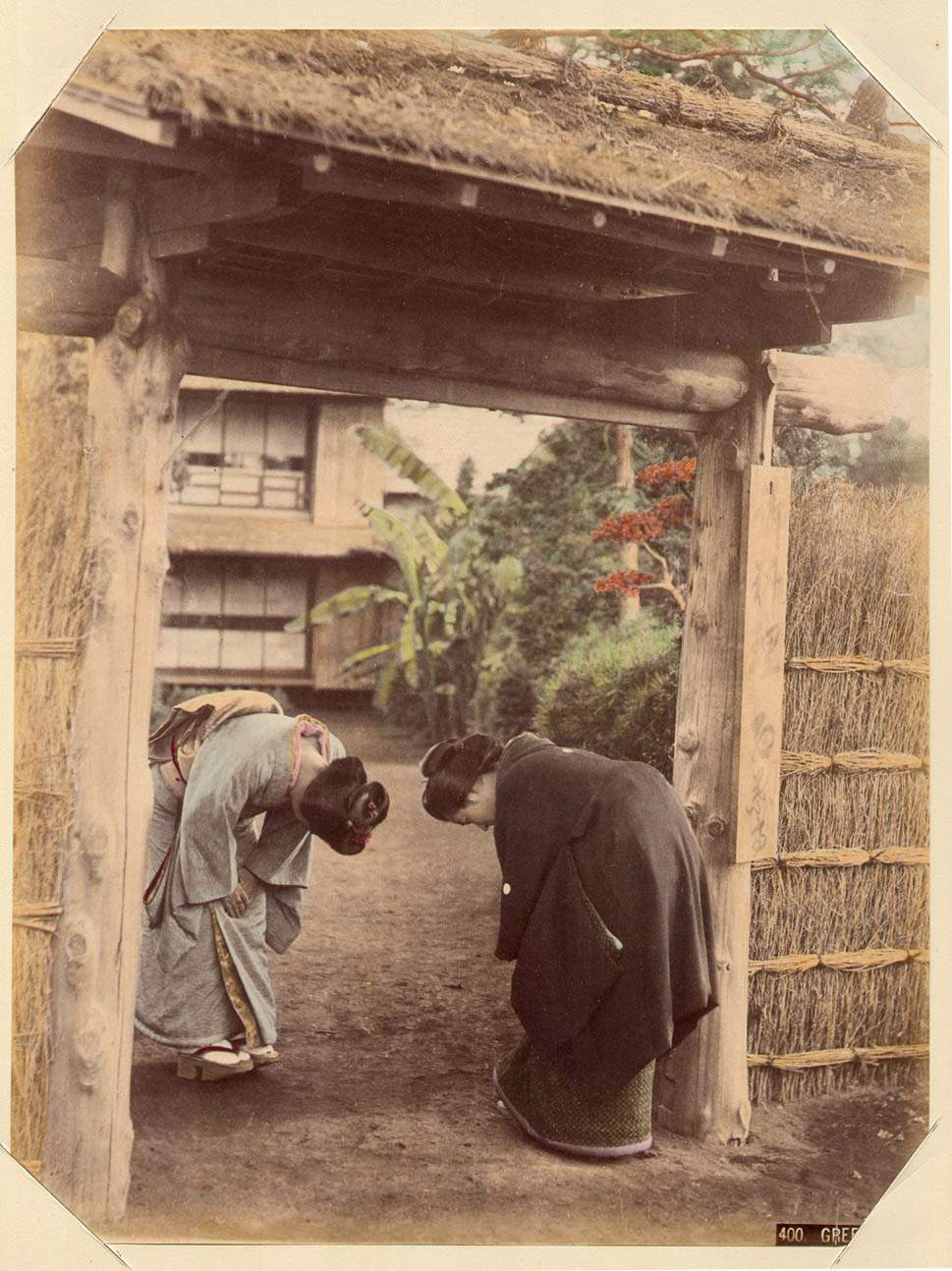
お辞儀（拝礼）

#### 伝統的なお辞儀の仕方
日本のお辞儀には、座った姿勢で行う「座礼（ざれい）」と、立ったまま行う「立礼（りゅうれい）」の二通りがある。
武家のお辞儀は、鎌倉時代の武家政権樹立以来、洗練され培われてきた。武家の礼法は「左進右退」（座礼の途中でもいつでも刀を抜けるように、左手・右手の順で畳に手をつく）や「下進上退」など、和服で髷を結って帯刀していることを前提としている。武道の流派にはこのような礼を現在も残しているものがある。武家の礼法の系統としては、室町時代に生まれた今川流・伊勢流・小笠原流のほか、江戸時代に生まれた武田流（細川幽斎が武田吸松斎から教えを受けて起こした流派なので、細川流ともいう）や吉良流（忠臣蔵で有名な吉良義央の父、吉良義冬が起こした流派）などがあるが、現代においては小笠原流が最も良く知られる。
茶道のお辞儀は戦国時代の千利休から発展したもので、基本的に座ってする「座礼」である。現代では流派ごとに細かい所作が違っているが、武家の礼法に比べて茶道の立ち居振る舞いは丸みを帯び、所作も細やかである。現代では、武家の礼法の「座礼」よりも茶道の「座礼」のほうが、習い事や学校の部活を通じて広く知られている。真行草はお辞儀の長さや角度で三種類に分けられる。真のお辞儀が最も丁寧なお辞儀で、草のお辞儀が会釈に相当する。
近代以降に古武術から武道に発展する形で生まれた、武道の流派のお辞儀としては、大きな声で「押忍」と言う空手のお辞儀が有名である。この「押忍」は明治時代に大日本武徳会の武道専門学校で生まれたらしい。

#### 小笠原流のお辞儀の仕方
小笠原流のお辞儀の仕方は、幕府高家による小笠原流弓馬術礼法と、小倉の大名家に伝わる小笠原流礼法の二派があり、いずれも今日まで続いている。特に前者は江戸時代において将軍家から大名、旗本に至る殿中における礼儀作法を司った。しかし、明治維新以降は境に西洋文化の流入と武家文化の軽視が急激に進み、新政府の担い手の多くが上流武家文化に無知であったこともあり、紳士の嗜みというより、もっぱら女子教育の一環へと存在意義が移っていった。
「座礼」には九品礼と言って、目礼、首礼、指建礼、爪甲礼、折手礼、拓手礼、双手礼、合手礼、合掌礼の九種類があり、高い身分の者だけが許される目礼と首礼、および礼拝にしか用いない合掌礼を除き、膝を中心とする手と指の形及び位置と上半身の折り方で丁寧の度合いを示す方法は、明治以降、日常生活では次第に簡素化され、やがて廃れていった。
「立礼」は、足を平行にして立ち、手先をまっすぐ伸ばしてそろえ、自然に手が定まる位置を出発点として、静かに腿の上を膝がしらに向けて滑らせる。このとき、首だけを丸め込まず、首と背中がまっすぐなまま尻を後ろに突き出す要領で上体を前に倒すと美しいフォームになる。また、立ち止まってからお辞儀をすること、深いお辞儀をする場合には荷物はかたわらに置くかそばの人に預けて両手を空にして行うことが重要である。和服でも洋服でも何ら問題なく行えるお辞儀である。かつてはともかくとして、現在教授している所作に男女の差はない。

#### 昭和の国民礼法におけるお辞儀
1941年（昭和16年）、戦時下において国民が認識すべき礼法として文部省制定の「礼法要項」が発表された。

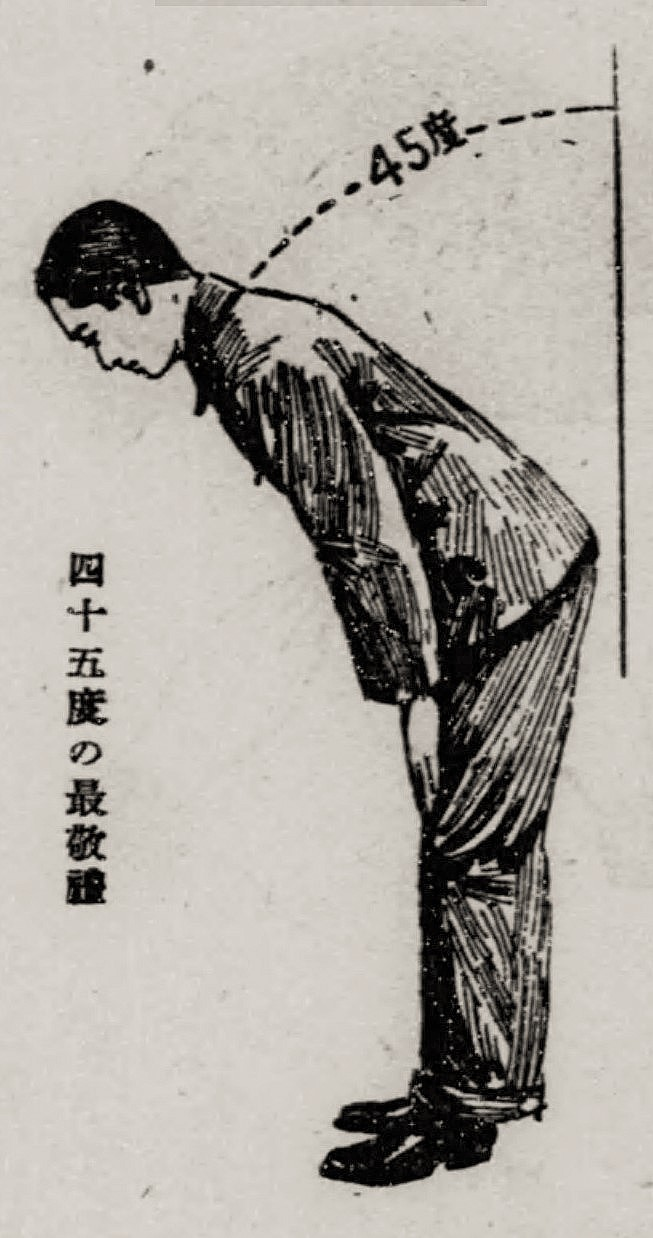
立礼では上体を30度程度傾ける。最敬礼では45度。手は膝頭のあたりに自然にのばす。
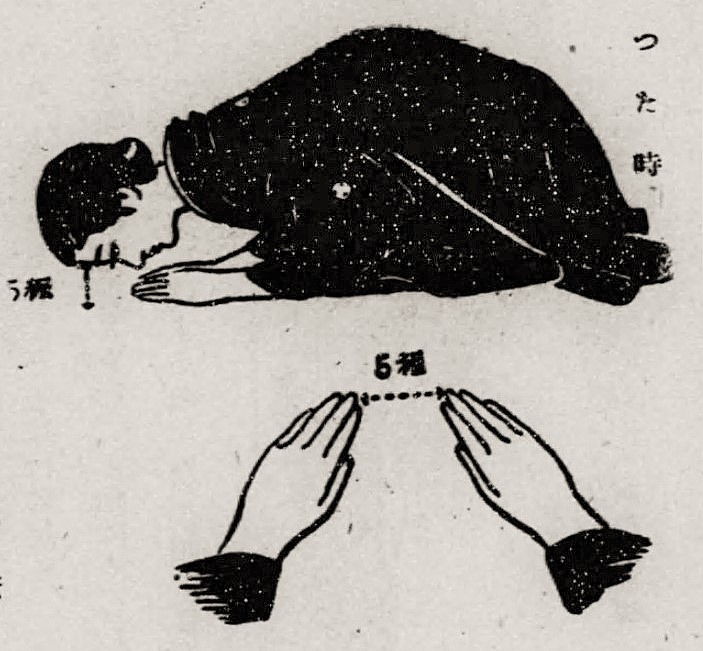
座ったときの最敬礼
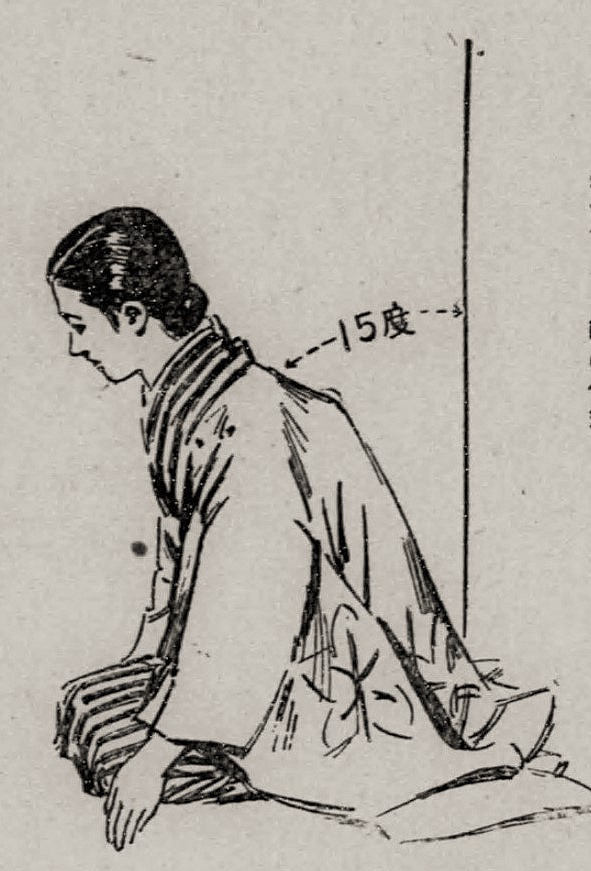
座ったときの会釈
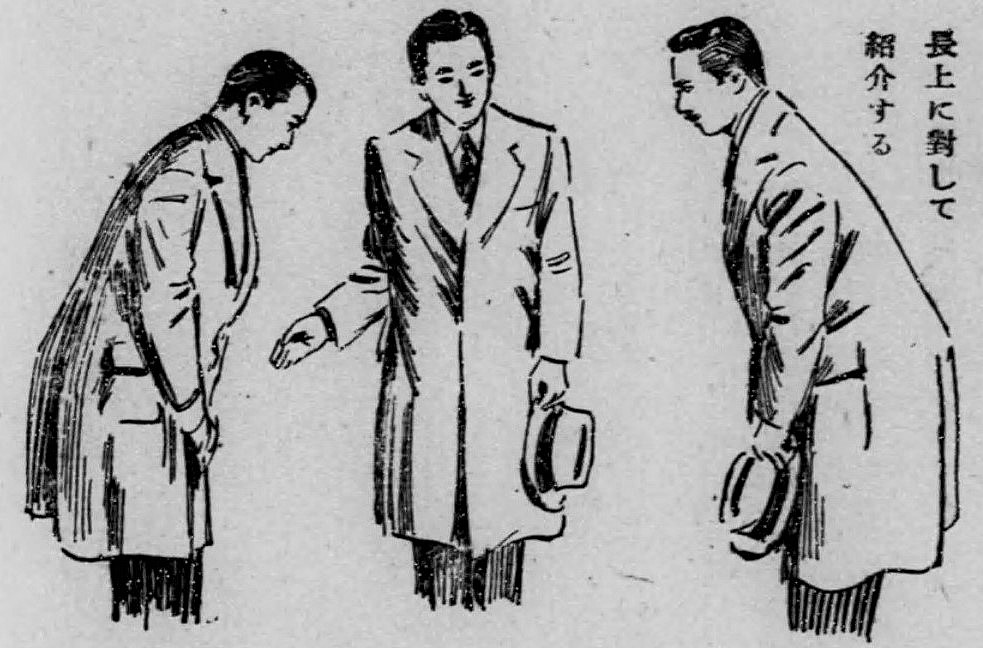
人を紹介するとき

#### ビジネス界のお辞儀の仕方

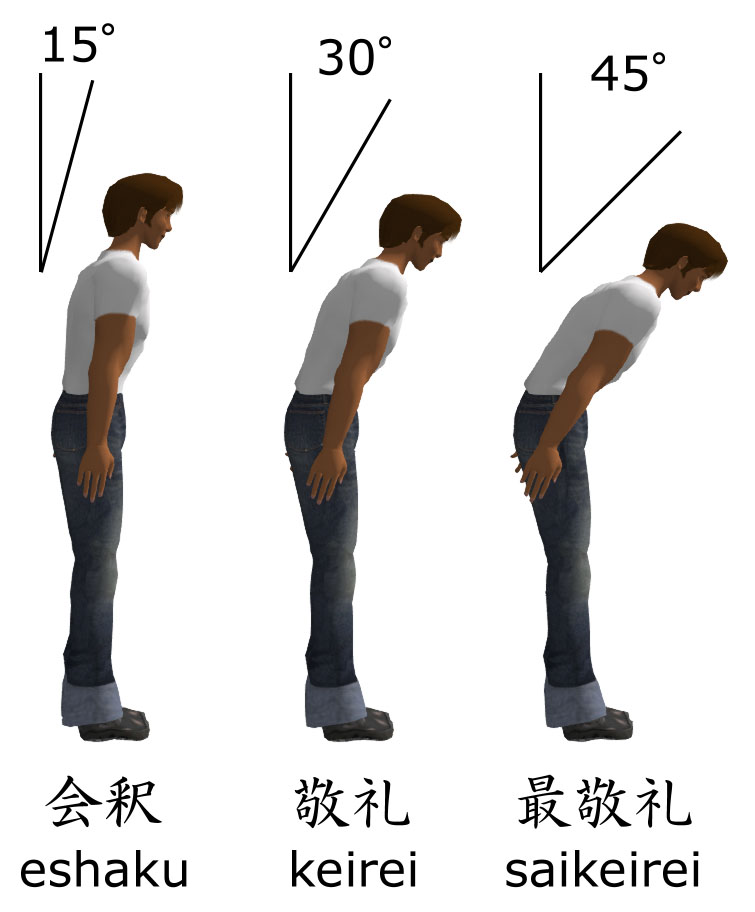
お辞儀の角度差

ビジネスマナーとして流布しているお辞儀の仕方は主に3種類ある。
会釈は15度ほど腰を曲げる軽いお辞儀で、主に廊下ですれ違う際などに使用する。
敬礼は30度ほど腰を曲げるお辞儀で、最も一般的とされ、来客への挨拶や会議室への出入りなどで使用される。
最敬礼は45度ほど腰を曲げるお辞儀で、取引先の代表者などの重要な相手への挨拶や、重要な依頼や謝罪をするとき、冠婚葬祭の場などで使用するとされる。
しばしば、男女のお辞儀の仕方に差異が見られ、男性は腰を曲げたときに手は体の横にそのまま添わせるように、女性は臍の下あたりで両手の指先を重ねるようにと教えている。男性のお辞儀は、旧日本軍の軍隊式礼を、女性のお辞儀は、昭和時代のデパート・ガールや客室乗務員が行っていたスタイルをベースにしている。
小笠原礼法を伝統的な礼法として支持する立場からは、これらを誤った礼法とする意見もある。

### ヨーロッパ

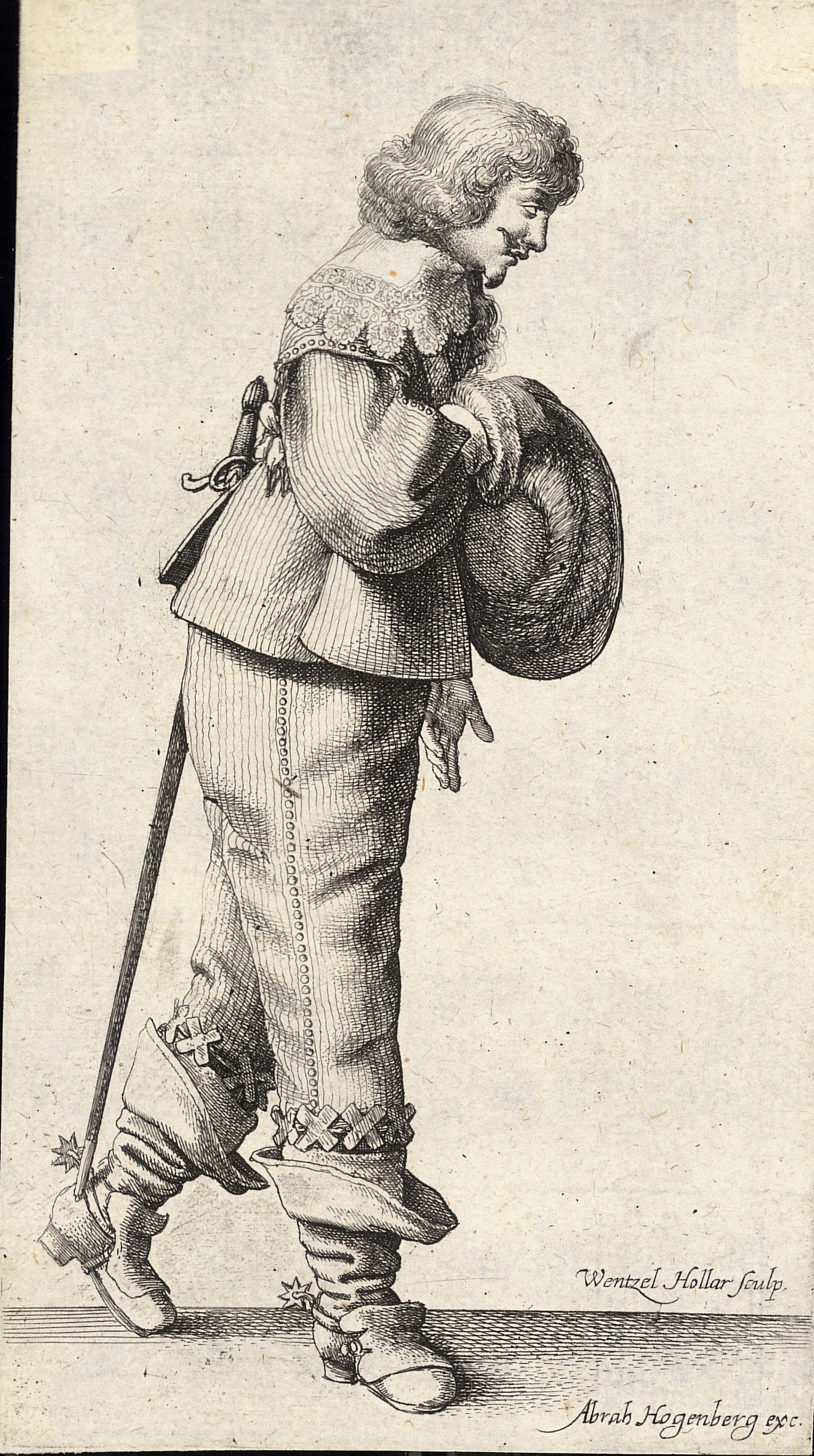
お辞儀をする紳士。ヴェンツェル・ホラー (1607年–1677年)

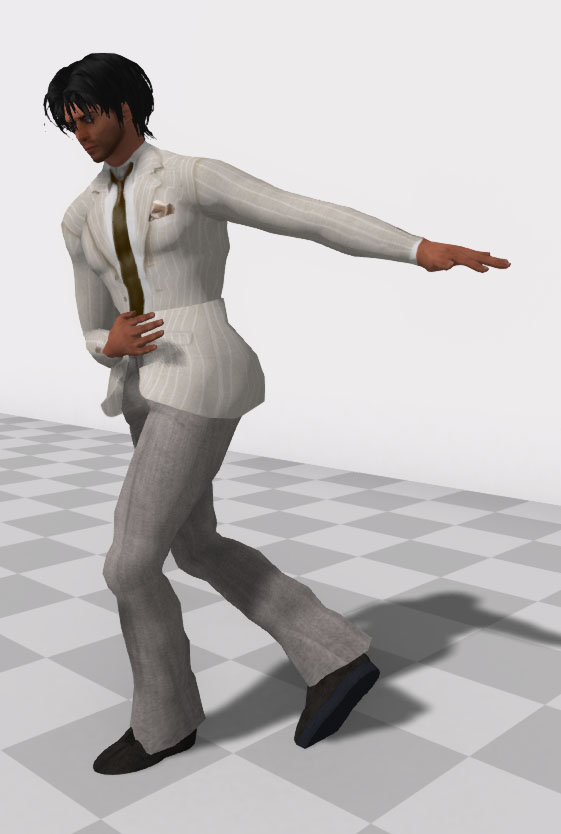
ボウ・アンド・スクレープ

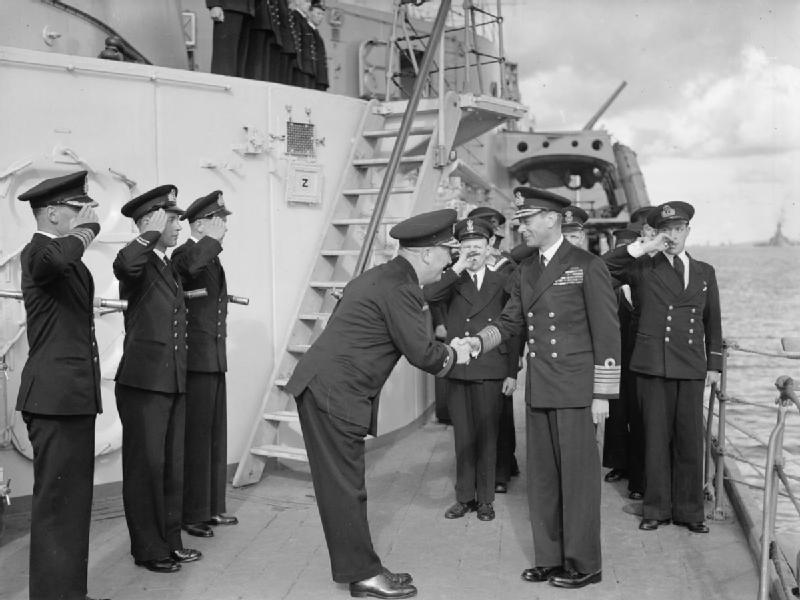
1943年、イギリス国王たる海軍元帥ジョージ6世に対するイギリス海軍における各種の礼（お辞儀・握手・挙手の敬礼・登檣礼等）

ヨーロッパでは、カーテンコールなど、舞台上でのお辞儀を除けば、伝統的に男性の習慣であり、女性はカーテシーをするのが普通である。お辞儀の深さは身分の高低や尊敬・感謝の度合いを表わす。近世ヨーロッパの貴族社会では、男性は「bow and scrape」と呼ばれるお辞儀の習慣がある。Bow and scrapeは右足を引き、右手を体に添え、左手を横方向へ水平に差し出すようにする。
社交でのお辞儀は一部の儀礼的な場を除いてほぼ消滅しているが、男性が女性の手にキスをするときは、必然的にお辞儀が必要となるため、一部の文化圏では残っている。
イギリス、オーストラリア、その他英連邦の裁判所では、弁護士や書記官は男女を問わず、法廷に出入りする際に裁判官に対して控えめに頭を下げることが求められている。同様のお辞儀は議会において、下院議長、そして君主に対して行われる。
英連邦の王族はその性別に応じてお辞儀、またはカーテシーをする。オーストラリアでは総督、総督の配偶者、各州の知事や副知事に対してお辞儀をすることが求められている。

## 宗教に関するお辞儀

### キリスト教
キリスト教では尊敬や服従を表すためにお辞儀をする。祭壇を通るときや、礼拝の特定の時(例えばイエス・キリストの名前が出るとき)にお辞儀をする。

### イスラム教
イスラム教ではお辞儀は神に対してのみ行われるものであり、人間に対するお辞儀は忌み嫌われている。

### ユダヤ教
ユダヤ教ではモーセの十戒の2つめの戒律にて神以外のものに対してお辞儀をすることが禁止されていると解釈されている。

## ユダヤ人のお辞儀
ユダヤ人の儀式ではお辞儀はキリスト教と同様に尊敬の現われであり、ユダヤ人の礼拝の特定の時に行われる。ユダヤ人のお辞儀はわずかに膝を曲げるものであり、そして膝を伸ばす間に上体を前に曲げる。礼拝のAleinuのところを終えるとき、"V'anachnu korim umishtachavim u'modim,"(「私たちは感謝の意を表すために膝を曲げお辞儀をします」の意)と言いながらお辞儀をする。礼拝の"Bar'chu."の最中にもお辞儀をする。多くの人は"Adonai"(ユダヤ人の尊敬する王)の名が挙がるときにお辞儀を行い、誰かが祈っている間にまだ立っていた場合にもしばしばお辞儀をする。

## 伝統武術のお辞儀
合気道、剣道、空手、柔道といった日本の伝統武術では試合の開始前後や道場への入退室時などにお辞儀をする。海外の道場でも一般的になってきており、また日本の空手が原型であるテコンドーや、日本発祥ではない中国武術でも一般的になりつつある。

## 参考資料
- 小笠原 清忠『日本人の9割が知らない日本の作法』、青春出版社 、2016年。
- 小笠原 清基『小笠原流 美しい大人のふるまい 』、日本実業出版社、2015年。
- 小笠原 清忠『入門　小笠原流礼法: 美しい姿勢と立ち居振る舞い』、一般財団法人礼法弓術弓馬術小笠原流、2014年。
- 小笠原 清基『一流人の礼法』、日本経営合理化協会出版局、2008年。
- 千宗左『定本　茶の湯表千家』、主婦の友社、昭和六十一年。